# Murailles de Massa Marittima
Ne doit pas être confondu avec Murailles de Massa.
Les murailles de Massa Marittima (en italien ; Mura di Massa Marittima) constitue le système défensif du centre historique de la ville de Massa Marittima, dansla province de Grosseto en Toscane.

## Histoire
Un premier mur a été construit autour de la vieille ville de Massa Marittima au XIIe siècle ; déjà à l'époque, la fortification était équipée d'un système de tours de guet et de portes qui permettaient l'entrée et la sortie de la vieille ville.
Au XIIIe siècle, des travaux ont été réalisés pour agrandir les murs d'origine pour incorporer les nouveaux bâtiments qui ont déterminé l'expansion du noyau historique de Massa; d'autres interventions de redimensionnement et d'agrandissement ont été réalisées en différentes phases par les Siennois au cours du XIVe siècle, période au cours de laquelle l'imposant complexe du Cassero Senese (Donjon siennois) a été construit, qui incorporait des structures fortifiées préexistantes au point de passage de la vieille ville à la nouvelle Ville.
Au cours des siècles suivants, les murs ont subi une dégradation partielle, qui a commencé à se produire avec le déclin de la ville ; cependant, à partir du XIXe siècle, la reprise démographique a donné une impulsion à la récupération de l'ancien système défensif.
Des restaurations récentes ont ramené une grande partie des murs médiévaux d'origine à leur ancienne gloire.

## Description
Les murs délimitent entièrement le noyau de la Vieille Ville et, de manière partielle, celui de la Nouvelle Ville.
Pris dans leur ensemble, ils se présentent sous la forme de courtines en blocs de pierre, culminant dans certains tronçons crénelés au sommet ou à arcs aveugles reposant sur des encorbellements. Le principal complexe fortifié situé le long du périmètre est certainement le Cassero Senese, avec une double courtine qui comprend la forteresse et une tour. Sept portes s'ouvrent le long des murs, quatre dans la Vieille Ville et trois dans la Nouvelle Ville.

## Galerie

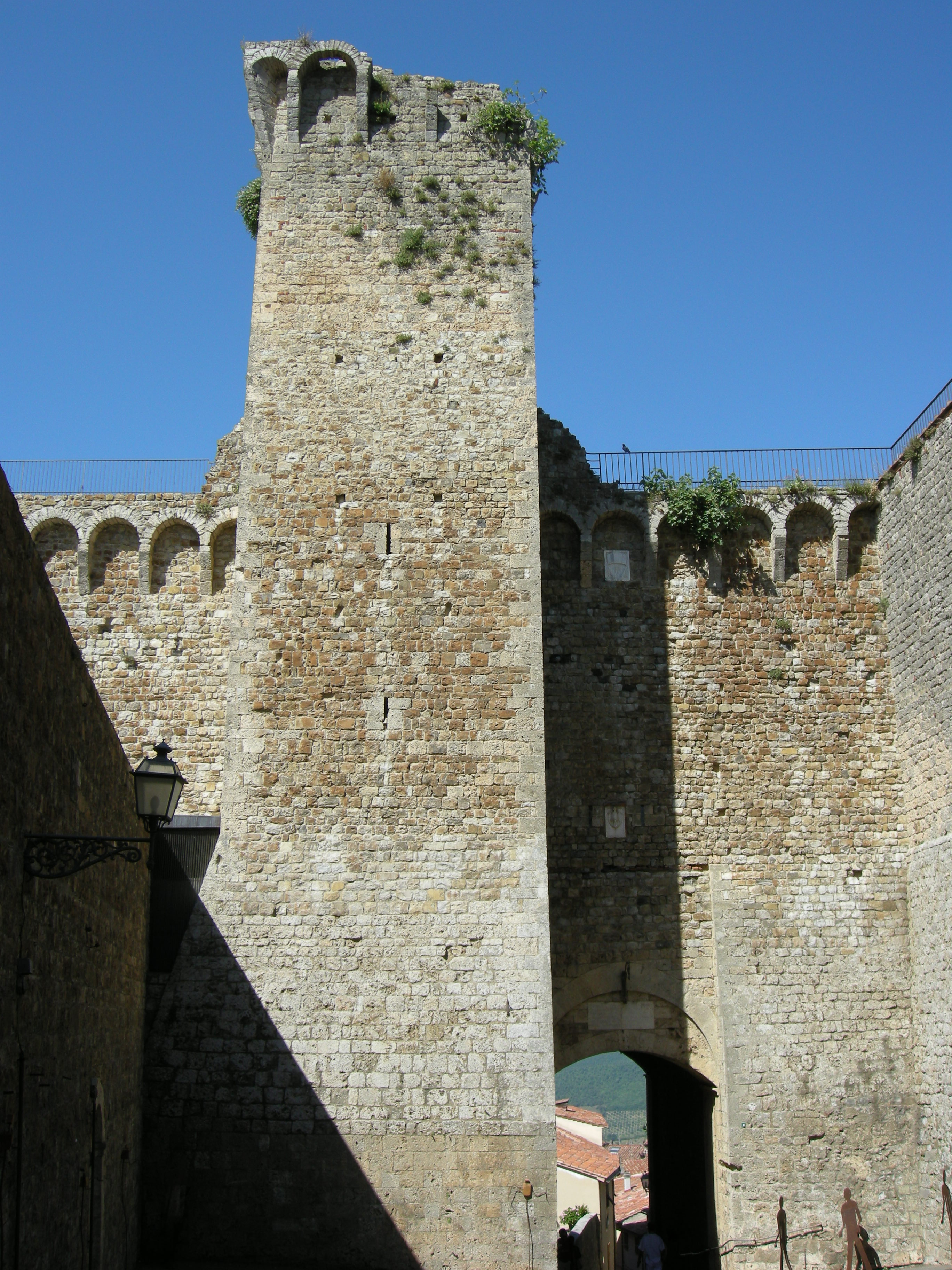
Cassero Senese
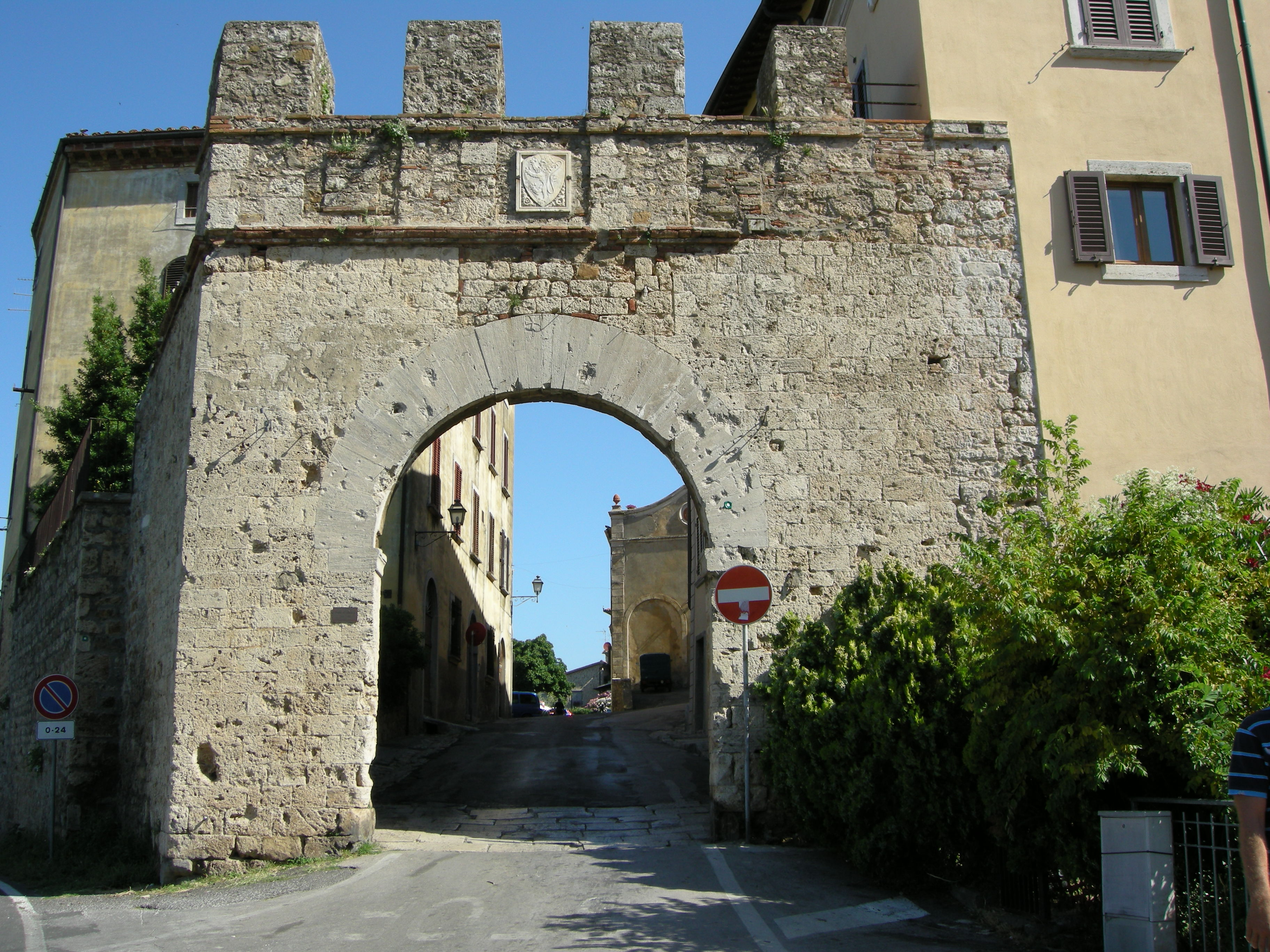
Porta al salnitro
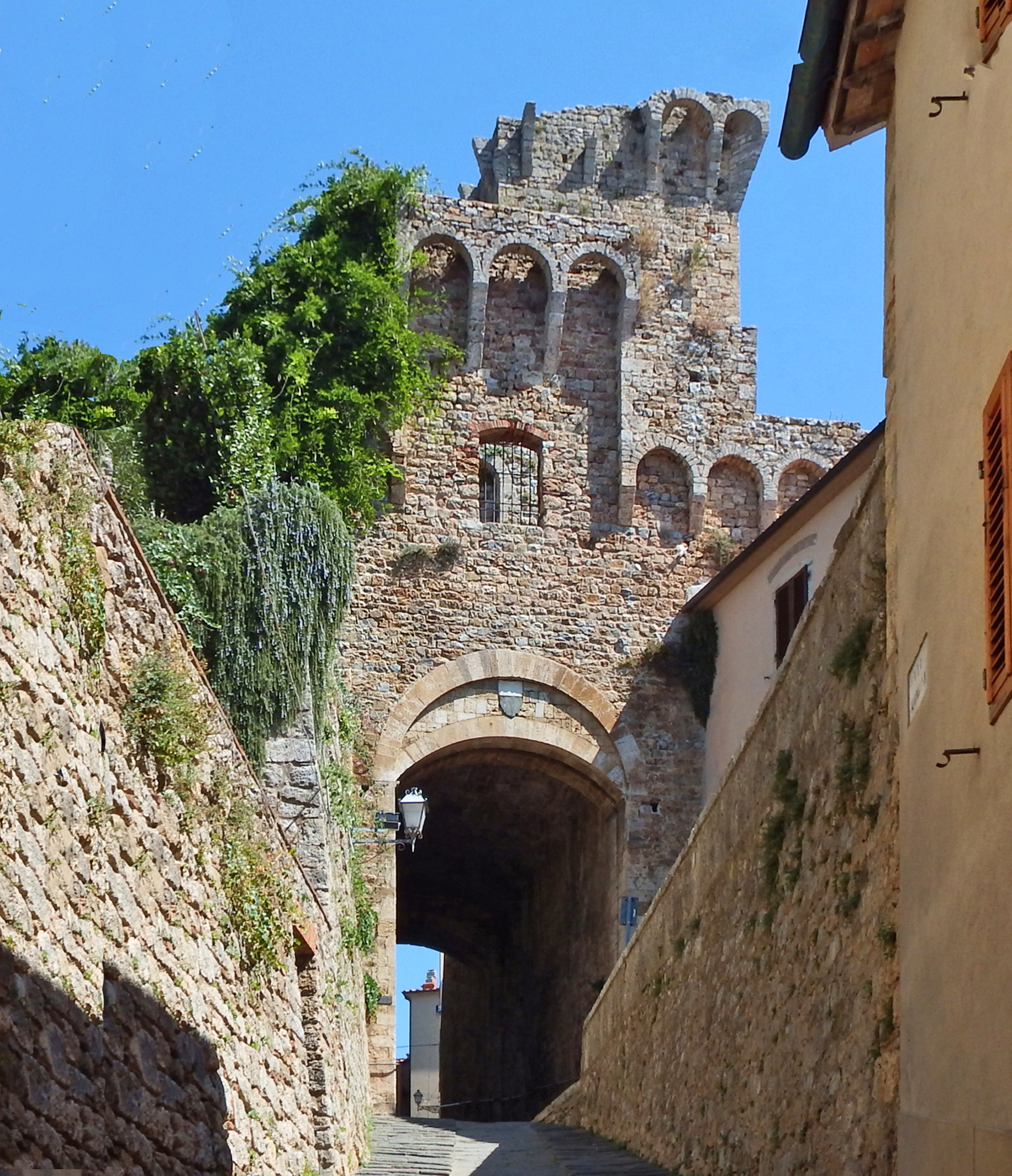
Porta alle Silici
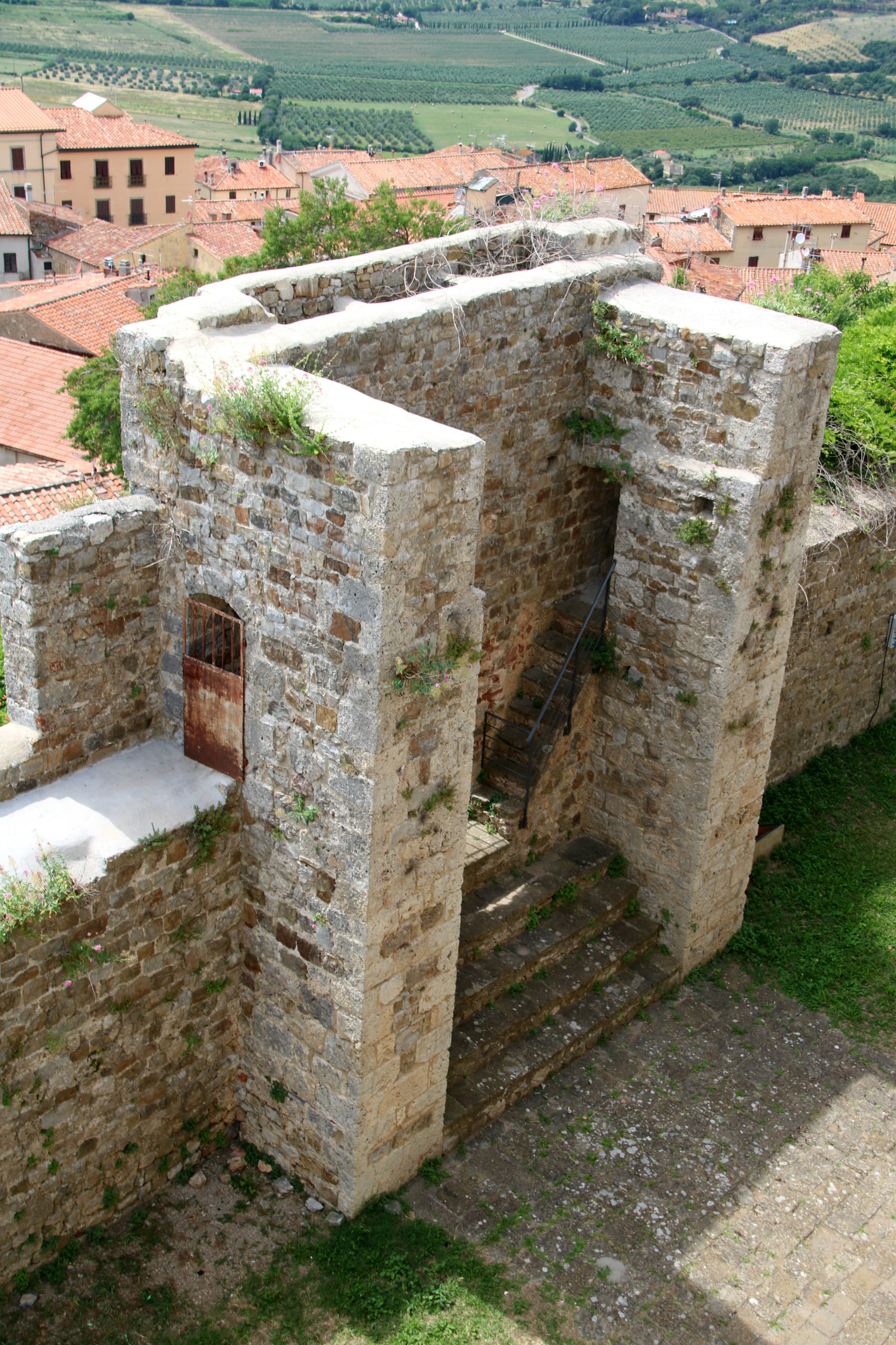
Element du rempart